# Object Database Management Group
Object Database Management Group (ODMG) – grupa stawiająca sobie za cel opracowywanie standardów obiektowych baz danych.
Grupa zakończyła działalność w roku 2001.